# Miguel Ciccia Vásquez
Miguel Segundo Ciccia Vásquez (Canchaque, 18 de abril de 1946 - Tumbes, 23 de junio del 2006) fue un compositor, empresario, escritor y político peruano. Reconocido por sus composiciones musicales, entre ellas el vals “Rosal Viviente”. En el ámbito político, fue congresista de la república durante 2 periodos.

## Biografía
Nació en Canchaque, el 18 de abril de 1946.
Su estudio primarios y secundarios los realizó en el Colegio Militar Leoncio Prado del Callao y en el Colegio Particular Salesianos de Chiclayo.
Ciccia se dedicó a la composición musical, donde fue autor de unos 300 temas de las cuales 100 están grabados. Sus temas musicales se inspiran en el amor, en la gente de su pueblo y en su terruño. La más reconocida de sus composiciones es el vals “Rosal Viviente”, considerado como el himno de Piura. Otros temas suyos se titulan: “Mestizo”, “Poncho Moro”, “Soy Papa”, “Pura Sangre”, “Nostalgia Peruana”, “Camionero Fui”, “Aires Huancabambinos”, “Castilla”, “Sullana Novia del Sol”, “En el viejo Limonal (Chulucanas)”, y la “Ro-Ro”, entre otros. El mismo interpretaba sus composiciones, siendo muy diestro con la guitarra. También fue aficionado a la pintura.
En 1985, viajó a los Estados Unidos, y en Chicago compuso para los residentes peruanos el vals "Gratitud"; vals que fue cantado por César Lasus, exintegrante del trío "Los Virreyes", en una reunión de peruanos en el Hotel Marriott. Esto lo hizo muy popular entre sus compatriotas.
También escribió un libro de poemas titulado Poncho Moro y un relato de tipo costumbrista titulado Mi amigo camión, donde recoge sus experiencias como camionero transportista de cerveza en la ruta Piura-Huancabamba.
Como empresario, Ciccia se destacó en la actividad de transporte de carga y de pasajeros, adquiriendo modernas unidades que contribuyeron al desarrollo de las comunicaciones interregionales. Su empresa de transporte de pasajeros Turismo CIVA (acrónimo formado por las letras iniciales de sus apellidos) se encuentra hasta ahora entre las mejores del Perú.

## Carrera política
Miguel Segundo Ciccia decidió incursionar en la política peruana desde 1966 como militante del Partido Popular Cristiano (PPC), del cual fue secretario nacional de Transportes.
Su primera participación en una contienda electoral fue en las elecciones parlamentarias de 1980 como candidato a la Cámara de Diputados representando al departamento de Piura; sin embargo, no resultó elegido. Nuevamente perdió en las elecciones de 1985 y en las elecciones constituyentes de 1992.

### Congresista de la República
Para las elecciones de 1995, Ciccia se inscribió como miembro del partido Unión por el Perú de Javier Pérez de Cuéllar para postular una vez más al Congreso de la República en las elecciones parlamentarias. Finalmente, logró ser elegido como congresista de la República, con 10 227 votos, para el periodo parlamentario 1995-2000.
En este periodo congresal, Ciccia renunció a la bancada de UPP tras algunas discrepancias y se mantuvo como independiente. Sin embargo, sus acciones eran favorables hacia la mayoría fujimorista y generó notoriedad cuando no se presentó al pleno donde se vería la aprobación del referéndum de 1998. Ciccia se convirtió así en uno de los primeros tránsfugas a favor del fujimorismo.
Culminando su mandato, Ciccia se presentó a la reelección en las elecciones parlamentarias del 2000 como miembro de la alianza Perú 2000 de Alberto Fujimori. Fue reelegido con 21 723 votos para el periodo 2000-2005.
Estuvo ejerciendo sus labores parlamentarias hasta que en noviembre del mismo año, tras la publicación de los Vladivideos y la renuncia de Fujimori a la presidencia de la república mediante un fax, su cargo parlamentario fue reducido hasta julio del 2001 donde se convocaron a nuevas elecciones generales. Ciccia intentó nuevamente su elección congresal y postuló en las elecciones parlamentarias del 2001 representando a Tumbes por el partido Todos por la Victoria; sin embargo, no resultó reelegido.
Postuló de nuevo al Congreso en las elecciones parlamentarias del 2006 como miembro del partido Justicia Nacional de Jaime Salinas, otra vez sin éxito.

## Controversias
Debido a su pase al fujimorismo, Ciccia fue denunciado ante el Congreso de la República por los delitos de corrupción tras haberse descubierto que se ausentó de la votación del referéndum de 1998 a cambio de que Vladimiro Montesinos arreglara sus problemas judiciales vinculados a su empresa de buses.

## Fallecimiento
El 23 de julio del 2006, Miguel Ciccia falleció a los 60 años de edad víctima de un cáncer generalizado.